# Федишин Ірина Петрівна
Ірина Петрівна Федишин (у шлюбі Човник; нар. 1 лютого 1987, м. Львів) — українська співачка, авторка пісень і модель, працює у жанрі попмузики.

## Життєпис
Народилася 1 лютого 1987 року у Львові у творчій родині — мати працювала в будинку культури, а батько — музикант, мав свій колектив, інженер за освітою, проте ніколи не вважав музику серйозною професією і мріяв, щоб донька займалася шахами. Дід — професор Ярослав Федишин, завідувач кафедри фізики та математики Львівського національного університету ветеринарної медицини та біотехнологій. Троюрідний брат — Роман Федишин, депутат Львівської міської ради кількох скликань, підприємець, власник найбільшого гуртового сільськогосподарського ринку заходу України «Шувар».
У 6 років спробувала себе у ролі ведучої. Першим музичним інструментом Ірини був синтезатор, на якому, швидко навчившись імпровізувати, почала писати пісні. 
У 13 років вирішила здобути музичну освіту і пішла навчатися у музичну школу. Завдяки домашній освіті прийнята відразу до четвертого класу музичної школи, яку закінчила на відмінно. У школі вела концертні програми. Здобуваючи економічну освіту в Львівському національному університеті ім. Франка, приватно навчалася музиці й вокалу.
Одружена з Віталієм Човником (нар. 3 січня 1983, с. Шманьківці, Тернопільська область, Україна, український співак, продюсер, телеведучий). Діти: сини Юрій (2011 р.н.) та Олег (2015 р.н.).
9 лютого 2023 року двоюрідний брат співачки — Климкович Роман загинув недалеко від Соледару .

## Музична діяльність
Брала участь в юнацьких конкурсах і фестивалях, де вигравала призи. Деякі пісні потрапляли до ротацій на українських радіостанціях. У 2005-му році Федишин виступала в півфіналі національного конкурсу Євробачення, а в 2006-му та у 2009-му виступила в концертній програмі «Шлягер року».
Першу пісню «Перед образом Христа» написала під час навчання в музичній школі. Крім власного репертуару (і тексти, й музику пише сама), Ірина Федишин приваблює публіку яскравою сценографією, видовищними постановками.
Згідно з інформацією на вебсайті співачки, творчість Ірини Федишин розвивається в двох напрямках. Перший — український народний стиль, який частково перегукується з українським мелосом, його добре і весело сприймають на різноманітних вечірках і забавах. А другий  — популярна музика. Федишин була учасницею творчого об'єднання «Ліра».

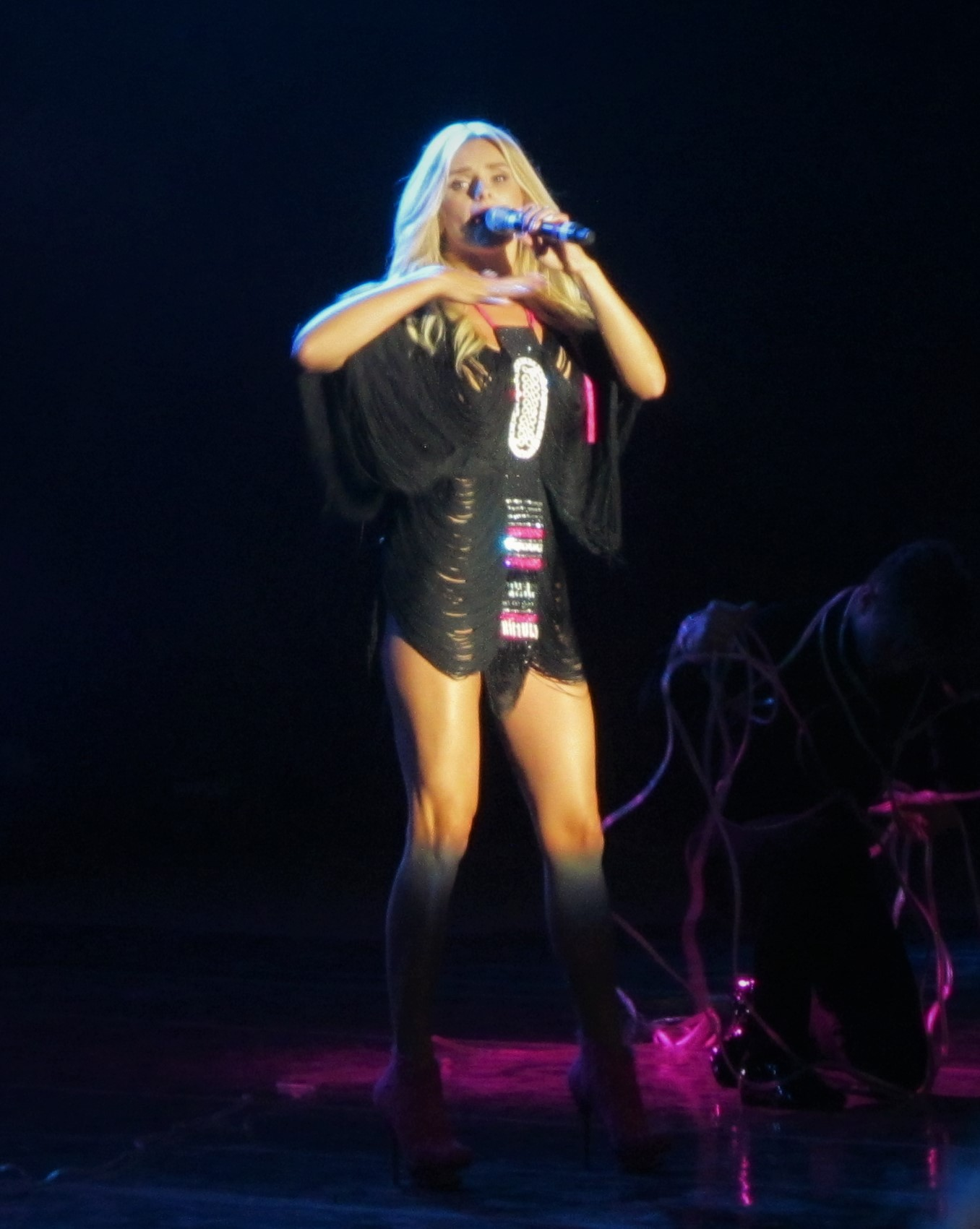
На 53-му Канадсько-українському фестивалі у Канаді

У 2006 році дві пісні співачки стали дипломантами фестивалю Шлягер року. Федишин завжди працює зі своїм шоу-балетом.
У лютому 2018 році Федишин взяла участь у восьмому сезоні «Голосу країни». На сліпих прослуховуваннях виконала власну пісню «Малесенькі долоньки». Попри те, що до неї повернулися крісла всіх чотирьох тренерів, Федишин вибрала команду Джамали. Під час вокальних боїв вона з Вікторією Шостак виконала пісню українського гурту «Vivienne Mort» — «Ти забув про мене», до наступного етапу (нокаутів) Джамала вибрала саме Ірину. Виконавши у нокаутах пісню «Вибачай» Ірини Білик, вона не потрапила в етап прямих ефірів.
В травні 2022 році входила до журі від України на щорічному Пісенному конкурсі Євробачення. Результати роботи журі загалом і Федишин зокрема викликали в Україні гучний скандал через виставлення низьких балів польському та литовському виконавцям. У 2022 році Федишин заявила, що вважає ЛГБТ-спільноту — «великим гріхом», але не засуджує ЛГБТ-людей. Ці висловлювання Федишин розкритикувало багато українських знаменитостей, серед них Анастасія Приходько, Melovin.

## Меценатська підтримка
Після початку повномасштабного вторгнення в 2022 році Ірина Федишин масштабно включилась до збору коштів на потреби ЗСУ. Станом на вересень 2024 року співачка придбала і передала 262 автомобілі для Сил оборони України.
У 2025 році за рахунок благодійних концертів різдвяного туру «Україна колядує», який відбувся в Америці, Канаді, Чехії та Іспанії та охопив 25 різних міст. Ірині Федишиній вдалось акумулюмати сумму коштів на 100 автівок.

## Дискографія

### Альбоми
- 2007 — «Твій ангел»[23]
- 2007 — «Україна колядує»[24]
- 2012 — «Пароль»[25]
- 2017 — «Ти тільки мій»[26]

### Сингли
- 2016 — «Серця стук»
- 2017 — «Ти тільки мій»

### Відеокліпи
- «Твій ангел» (2006)
- «Життям заплачу» (2007)
- «Україна» (2007)
- «Україна колядує» (2010)
- «Питай» (2011)
- «Пароль» (2012)
- «Гітара» (2012)
- «Ти мій» (2012)
- «Долоньки» (2013)
- «Твоя» (2013)
- «Прошу в неба» («Війна») (лірик відео, 2014)
- «Калина» (2015)
- «Серця стук» (2015)
- «Чужі уста» (2016)
- «Коляда моя» (2017)
- «Ти тільки мій» (2017)
- «Як я тебе люблю» (2017)
- «Галя» (2018)
- «Білі троянди» (2018)
- «Роман» (2019)
- «Хочу на мальдіви» (2019)
- «Просто танцюй» (2019)
- «Розстріляна весна (БУЧА)» (2022)